# فيريدس فيسكونتي
فيريدس فيسكونتي (الإيطالية:Verde Visconti؛ الألمانية:Viridis Visconti؛ 1352-1414)؛ هي ابنة بيرنابو فيسكونتي لورد ميلانو وزوجته بياتريس ريجينا ديلا سكالا ابنة ماستينو الثاني ديلا سكالا حاكم فيرونا، أصبحت دوقة النمسا وكارينثيا وكارنيولا وستيريا وكذلك كونتيسة تيرول القرينة وذلك من خلال زواجها من هابسبورغ ليوبولد الثالث العادل.

## الأسرة
ولدت فيريدس في ميلانو، وسميت بذلك نسبة إلى خالتها التي كانت ماركيزة فيرارا القرينة، بحيث كانت الثانية من سبعة عشر ابناً لوالديها، شقيقتها الكبرى تاديا أصبحت متزوجة ستيفان الثالث دوق بافاريا وهما والدا إيزابو زوجة شارل السادس ملك فرنسا، في حين أصبحت اثنين من شقيقاتها فالينتيا وأنجلسيا زوجات لاثنين من ملوك قبرص، وكذلك أصبحن اثنين من شقيقاتها بالإضافة إلى شقيقتها الكبرى زوجات دوقات بافاريا، وإما شقيقتها كاترينا أصبحت زوجة جان غالياتسو أول دوق ميلانو، كذلك أصبحن شقيقاتها الأُخريات زوجات حكام فورتمبيرغ ومانتوفا وإيرل كنت (في إنجلترا)، وبالإضافة إلى ذلك لها خمسة أشقاء.
وُصف والدها بأنه حاكم مستبد قاسي لايرحم، بحيث اعتبر بأنه عدواً لدوداً للكنيسة، وأيضا قام بالاستيلاء على بولونيا البابوية، وأيضا رفض سلطة البابا وصادر ممتلكات الكنسية، وأيضا نهى عن كل رعاياه أن يكونون لهم تعاملات مع الكوريا، ومع ذلك تم طرده واعتبر زنديقاً في 1363 من قبل البابا أوربان الخامس، الذي بشر بحملة صليبية ضده، ولم يكن سوى لوالدتها بياتريس أن تكون قريب منه بعد كل هذه الأحداث.

## الزواج والذرية
في 23 فبراير 1365 في ميلانو أصبحت متزوجة من هابسبورغ ليوبولد العادل دوق النمسا هو الابن الأصغر لألبرخت الحكيم دوق النمسا، يعد هذا زواج جزءاً من تحالف بين هابسبورغ وفيسكونتي وذلك لتقديم لها الدعم ضد أسرة كارارا للسيطرة على مدينتين فيلتر وبلونو، تم إبرام إتفاقية الزواج في يوليو 1364، بلغ المهر مائة ألف فلورين.
بعد الزواج غادر الزوجين إلى فيينا، وأنجبت له ستة أبناء:-
- فيلهلم (1370 - 15 يوليو 1406)؛ أصبح دوق النمسا وكارنيولا وستيريا وكارينثيا وكذلك كونت تيرول، تزوج من جوفانا من نابولي أصبحت لاحقاً ملكة نابولي؛ ليس لديهم أبناء.
- ليوبولد الرابع (1371 - 3 يونيو 1411)؛ أصبح دوق النمسا الخارجية وكارينثيا وكونت تيرول، تزوج من كاثرينا من بورغندي؛ ليس لديهم أبناء.
- إرنست (1377 - 10 يونيو 1424)؛ أصبح دوق ستيريا وكارينثيا تزوج مرتين، وهو والد فريدرخ الثالث إمبراطور روماني مقدس.
- إليزابيث (1378 - 1392).
- فريدرخ الرابع؛ أصبح دوق النمسا الخارجية وكونت تيرول، تزوج مرتين، لديه ابن واحد.
- كاثرينا (1385 - ؟)؛ راهبة.

منذ 1379 قسم زوجها ممتلكات أسرته مع شقيقه ألبرخت ذو الضفيرة ومع ذلك تلقى أغلب الأراضي، إلا أنه لقي مصرعه في 9 يوليو 1385 وذلك بعد معركة أمام السويسريون، نجت فيريدس لقرابة ثلاثين عاماً حتى توفيت هي الأخرى في 1 مارس 1414، ودفنت في مكان فيما يُعرف اليوم بسلوفينيا.